# Marcos 3

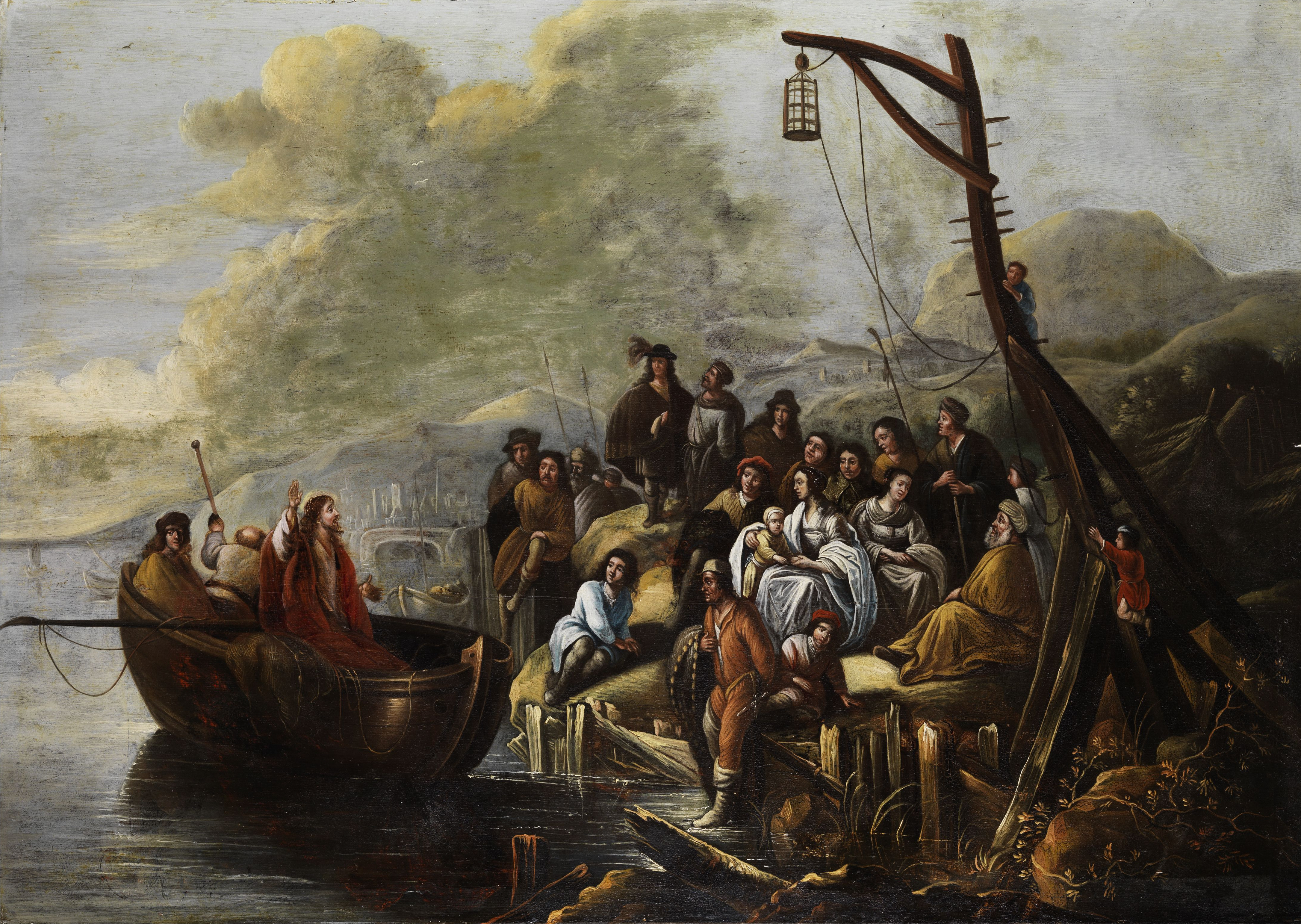
Jesus pregando no Mar da Galileia, um dos episódios de Marcos 3.
Século XVII. Atribuído a Gerbrand van den Eeckhout.

Marcos 3 é o terceiro capítulo do Evangelho de Marcos no Novo Testamento da Bíblia. Ele continua o relato iniciado no capítulo anterior sobre a observância do descanso no sabá. Depois de terminar de convocar os doze apóstolos, Jesus novamente discute com os escribas e até mesmo com sua própria família.

## Curas
Continuando o tema de Marcos 2, o capítulo três começa com Jesus curando um homem com a mão atrofiada num sabá dentro de uma sinagoga. Marcos utiliza o advérbio "palin" ("de novo", "novamente"), indicando que esta é a mesma de Marcos 1, em Cafarnaum. De acordo com ele, "algumas" pessoas estavam ali especificamente esperando para ver se Jesus curaria alguém no sabá para que pudessem acusá-lo de violar o descanso deliberadamente. Rabis da época permitiam curas durante o sabá apenas se a pessoas estivesse em perigo de morte, o que uma mão atrofiada claramente não configurava.
Jesus então pergunta: «É lícito nos sábados fazer o bem ou o mal, salvar a vida ou tirá-la?» (Marcos 3:4) Ninguém responde na multidão e, "indignado", pede ao homem que estenda a mão para que seja curado. Geralmente, histórias de cura envolvem algum tipo de artifício ou ritual para realizá-la, mas Jesus o faz instantaneamente e, pelo relato, sem esforço algum. É possível que Marcos estivesse tentando demonstrar o quão poderoso ele acreditava que eram os poderes de Jesus. O mais importante neste episódio é que Jesus iguala "não fazer o bem" com "fazer o mal" e diz que é mais importante não deixar o mal e o sofrimento ocorreram pela omissão.
De acordo com Marcos, este milagre é o que definitivamente coloca os fariseus e os herodianos contra Jesus, incitando-os a tramar sua morte. Assim, a reação da maior parte dos judeus passou do assombro para uma oposição ativa. Nesta passagem, assim como na outra sobre o noivo no capítulo 2, Marcos começa a dar pistas da vindoura morte de Jesus. Alguns estudiosos defendem que seria improvável que estes dois grupos estivessem trabalhando juntos, pois os fariseus se opunham ao Império Romano e Herodes Antipas era sustentado por Roma. É possível, porém, que Marcos estivesse apenas ressaltando a dupla natureza e a seriedade da oposição que se formou contra Jesus.
Este evento ocorre também em Mateus 12 (Mateus 12:9–14), mas ali a pergunta de Jesus comparava a vida de um homem com a de uma ovelha salva no sabá. Em Lucas 6 (Lucas 6:6–11), o relato é quase idêntico ao de Marcos, embora Lucas não afirme que os inimigos de Jesus estivessem planejando matá-lo, somente que estavam "furiosos" e que discutiam o que fazer com ele.
Jesus então "retirou-se" (em grego:  anechōrēsen) para um "mar" — presumivelmente o Mar da Galileia — e a multidão o seguiu. Alguns interpretam a situação como uma fuga, pois este versículo segue imediatamente ao relato do complô contra Jesus, mas é possível que Marcos estivesse apenas relatando a saída de Cafarnaum para o mar. Marcos conta que a multidão vinha «....da Judeia, de Jerusalém, da Idumeia, dalém do Jordão e das circunvizinhanças de Tiro e de Sidom» (Marcos 3:7–8), uma tentativa de demonstrar que não eram apenas os galileus que seguiam Jesus. Porém, ele não deixa claro se estas pessoas eram judeus ou gentios. Dali, Jesus pediu aos seus discípulos que preparassem um barco para ele para que «por causa da multidão, a fim de que não o apertasse, porque curou a muitos, de modo que todos os que padeciam qualquer doença, se arrojavam a ele para o tocar.» (Marcos 3:9–10). Neste trecho, Marcos novamente conta que que Jesus pedia aos curados que não contassem aos outros o que ele tinha feito, continuando o desenvolvimento do chamado "Segredo Messiânico".

## Escolhendo os Doze

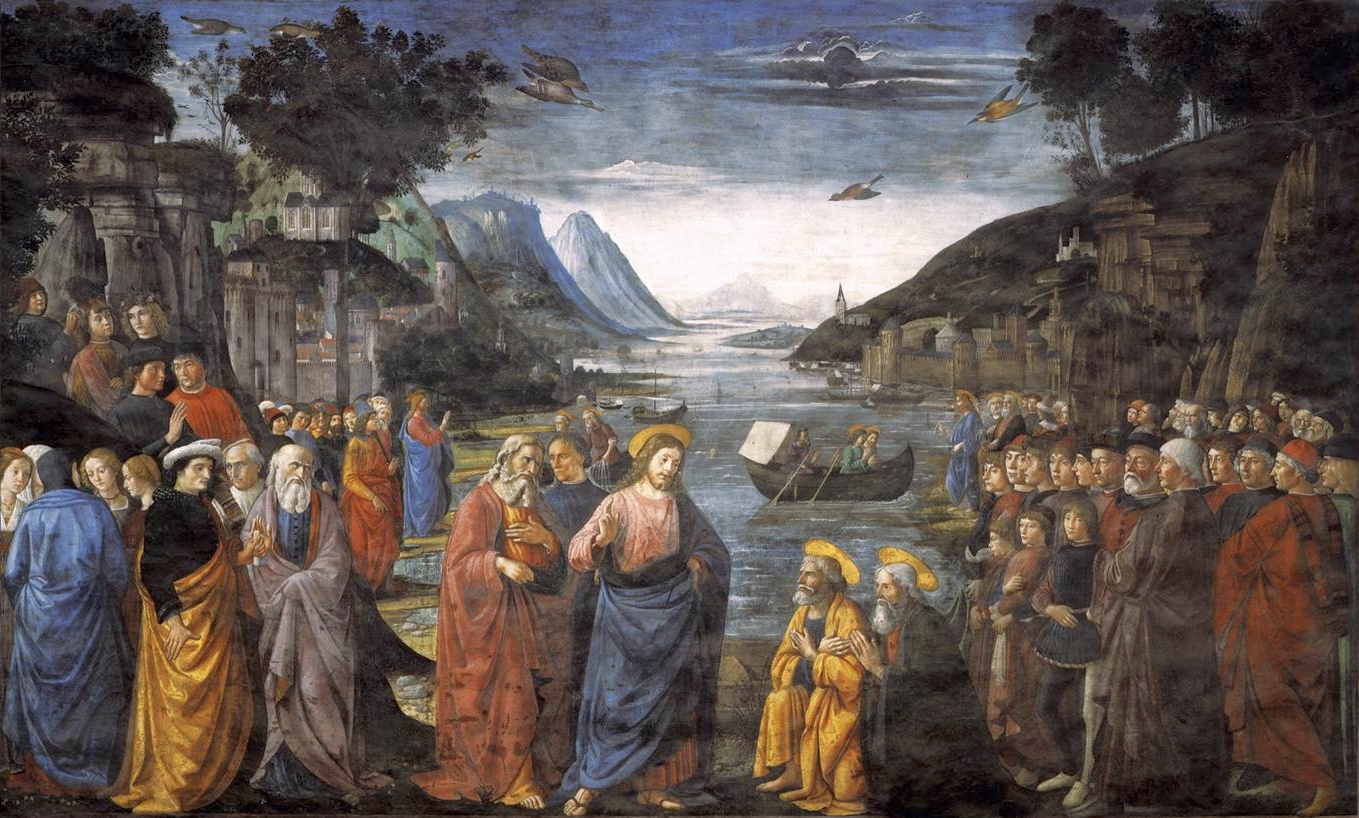
Jesus convidando os doze apóstolos, um dos episódios de Marcos 3.
1481. Afresco de Ghirlandaio na Capela Sistina, no Vaticano.

Marcos continua seu relato afirmando que Jesus subiu num monte e chamou consigo doze escolhidos. Depois de chamá-los de "apóstolos", Jesus concede-lhes o poder de pregar e a «autoridade de expelirem os demônios» (Marcos 3:15). 
Além deste trecho (vide nota), Marcos 6:30 pode ser a única outra vez que o próprio Jesus utiliza a palavra, que é frequentemente utilizada por Lucas e por Paulo de Tarso. É provavelmente simbólico que o evento ocorre no alto de um monte, um local frequentemente utilizado pelas pessoas para se encontrarem com Deus na tradição judaica, como aconteceu com Moisés no alto do Monte Sinai. Marcos representa Jesus atraindo grandes multidões para ouvi-lo e sempre mudando de lugar, de montanhas para lagos ou para casas, criando um cenário que alguns acreditam ser pouco plausível, embora plausíveis de acordo com as características geográficas da região.
Os apóstolos nomeados em Marcos 3:16–19 são Pedro, Tiago, João, André, Filipe, Bartolomeu, Mateus, Tomé, um segundo Tiago, Tadeu, Simão, o Zelote e finalmente Judas Iscariotes.

## Uma casa dividida
Jesus segue então para uma casa e a multidão o segue, o que, de acordo com Marcos, não permitiu que Jesus e seus discípulos conseguissem comer. «Quando seus parentes souberam disto, saíram para o segurar; porque diziam: Ele está fora de si» (Marcos 3:21), o que pode ser interpretado como sendo a família de Jesus acusando-o de ser "louco" ou repetindo o que outros estavam dizendo sobre ele. Seja qual for o motivo, eles tentam controlá-lo, talvez para tentar impedir que ele envergonhasse a família<. Porém, há um desacordo entre a opinião que eles tinham de Jesus e a multidão que o seguia, mas não é claro pelo texto em Marcos se era a pregação de Jesus ou o fato de ele não conseguir comer que irritou sua família. Uns poucos manuscritos antigos substituem "seus parentes" por "os escribas e outros", mas estes casos são amplamente considerados como sendo alterações posteriores, provavelmente para diminuir o impacto da impressão que Jesus deixou entre seus próprios familiares.
Escribas de Jerusalém — que Mateus, mas não Marcos, afirma que eram fariseus — vieram para acusá-lo de algo muito pior do que loucura: estar possuído por Belzebu e de expulsar demônios com a ajuda do "chefe dos demônios". Eles parecem não duvidar mais que Jesus é de fato capaz de expulsar demônios e parecem acreditar que o poder dele está além das capacidades humanas e só pode ser sobrenatural. A acusação de Jesus estar utilizando poderes malignos foi utilizada contra ele por algum tempo ainda depois de sua morte, principalmente para afastar seus seguidores. O Jesus Seminar acredita que a versão em Lucas 11 (11 15:17) é "vermelha", ou seja, "autêntica", e a chama de "A controvérsia de Belzebu". Já a passagem em Marcos (Marcos 20:21 foi considerada "rosa", "uma boa aproximação do que Jesus fez") e é chamada de "Os parentes de Jesus vieram pegá-lo". O mesmo aconteceu com Marcos 3:31–35, Mateus 12:46–50 e Evangelho de Tomé 99:1-3, que ele chama de "Verdadeiros parentes de Jesus".

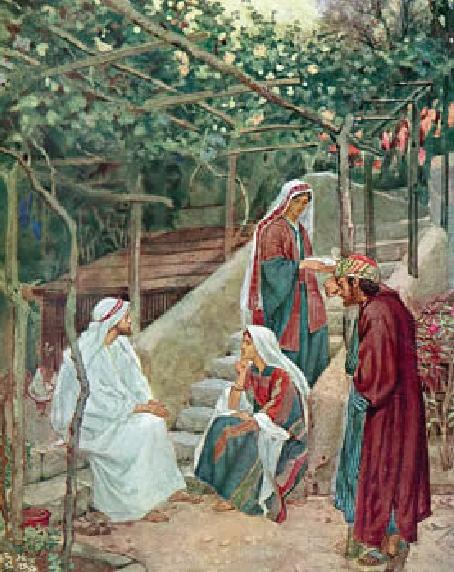
Jesus e sua família.
Por William Brassey Hole.

A resposta de Jesus é um dos seus ditos mais famosos:
| “ | «Como pode Satanás expelir a Satanás? Se um reino se levantar contra si mesmo, esse reino não pode subsistir; se uma casa se levantar contra si mesma, essa casa não poderá permanecer. Se Satanás se tem levantado contra si mesmo e está dividido, ele não pode subsistir, antes tem fim. Pois ninguém pode entrar na casa do valente e roubar-lhe os bens, sem primeiro amarrá-lo; e então lhe saqueará a casa. Em verdade vos digo: Que aos homens serão perdoados todos os pecados, e as blasfêmias que proferirem; mas quem blasfemar contra o Espírito Santo, nunca mais terá perdão, pelo contrário é réu de um pecado eterno.» (Marcos 23:28) | ” |

No final de sua resposta, Jesus afirma que "todos os pecados" podem ser perdoados, exceto um pecado eterno, como uma blasfêmia contra o Espírito Santo. O próprio Marcos apresenta sua explicação sobre o motivo de Jesus ter dito isto, afirmando que ele o fez por que estavam acusando-o de estar possuído, o que, nas palavras do evangelista, implicava em dizer que o poder de Deus era maligno e em se recusar a ver a obra de Deus em Jesus. Este episódio aparece também em Mateus 12 (Mateus 12:31–32), em Lucas 12 (Lucas 12:10 e no versículo 44 do Evangelho de Tomé, onde é chamado de "pecado imperdoável". 
A mãe e os irmãos de Jesus chegam em seguida para levá-lo. Jesus responde, falando para a multidão, «Eis minha mãe e meus irmãos! Aquele que fizer a vontade de Deus, esse é meu irmão, irmã e mãe.» (Marcos 3:34–35). A resposta de Jesus, de que será sua família aquele que o seguir, é, de acordo com Kilgallen, a forma que Jesus encontrou para sublinhar "...o fato de que sua vida foi alterada de tal forma que seus laços familiares não estão mais acima dos outros a quem ele ensina sobre o reino de Deus]", ou seja, a lealdade a Deus estaria acima da lealdade a família, uma ruptura com o costume da época e que ainda hoje deixa alguns perturbados, principalmente pelo conflito na relação familiar de Jesus. A família de Jesus é mencionada novamente em Marcos 6 (Marcos 6:3) e no versículo 99 de Tomé. 
Estes incidentes aparecem nos três evangelhos sinóticos. Em Mateus 12 (Mateus 12:22–50) e em Lucas 8 (Lucas 8:19–21) e 11 (Lucas 11:14–28). Porém, nenhum dos dois afirma que a família de Jesus achou que ele estava "fora de si". João, apesar de não mencionar nada disto, relata em João 7 como "...mesmo seus irmãos não acreditaram nele", pois Jesus não quis ir à Festa dos Tabernáculos com eles para realizar milagres, apesar de depois ter ido em segredo. João 6:66 diz "Nisto muitos de seus discípulos se retiraram, e não andavam mais com ele."
Sobre os "irmãos de Jesus", há muita controvérsia sobre a palavra utilizada e o real significado dela, com alguns defendendo que seriam meio-irmãos (filhos de José) ou primos. A visão oficial da Igreja Católica e da Igreja Ortodoxa é que Maria permaneceu sempre virgem e, portanto, não poderia ter tido outros filhos além de Jesus. Apenas Tertuliano parece ter questionado este fato nos primeiros anos do cristianismo. O islã também defende que Maria foi sempre virgem e também muitos dos primeiros protestantes, embora a maioria hoje em dia não mais defenda esta doutrina e aceite que Marcos cita irmãos de fato de Jesus. Uns poucos manuscritos antigos trazem também "e suas irmãs" em Marcos 3:32.
Esta seção é um claro exemplo da técnica narrativa de Marcos na qual uma história está inserida dentro de outra. Marcos conseguiu destacar duas reações a Jesus e suas doutrinas e atos: uma de fé, como a de seus seguidores, e a outra de descrença e hostilidade. No capítulo seguinte, Jesus explica o efeito de seus ensinamentos nos outros na Parábola do Semeador.